# UDP-glucosa pirofosforilasa
La UDP-glucosa pirofosforilasa (EC 2.7.7.9) es una enzima que participa en la glucogenogénesis. Cataliza la reacción entre la Glucosa-1-fosfato y el UTP para formar UDP-glucosa. Posteriormente la UDP-glucosa será utilizada por el glucógeno sintasa para añadir una molécula de glucosa a un polímero de glucógeno en formación.
{\displaystyle {\begin{aligned}&{\mathsf {G1P+UTP\Longleftrightarrow UDPG+PP_{i}}}&&\Delta G^{0'}\approx 0\ ({\text{KJ}}\cdot mol^{-1})\\&{\mathsf {H_{2}O+PP_{i}\Longleftrightarrow 2P_{i}}}&&\Delta G^{0'}\approx -33,5\ ({\text{KJ}}\cdot mol^{-1})\end{aligned}}}
Se presenta como homoctámero. Su localización celular es el citoplasma. Se pensó inicialmente que el genoma humano contenía 2 genes que codificaban la UDP-glucosa pirofosforilasa: UGP1 y UGP2. Se cree actualmente que la secuencia definida como UGP1 probablemente no exista y corresponda a la UGP2.